# Teateråret 2021

## Årets uppsättningar

### Mars
- 5 mars – Koka björn (norska: Koke bjørn, nordsamiska: Guovžža vuoššat) i regi av Leif Stinnerbom, en dramatisering av Mikael Niemis roman Koka björn (2017), har premiär på den samiska nationalteatern Beaivváš i Kautokeino, Nordnorge.[1][2][3]

## Avlidna

### Januari
- 3 januari - Lee Breuer, 83, amerikansk dramatiker, teaterregissör, filmskapare och poet
- 11 januari - Tord Peterson, 94, svensk skådespelare
- 12 januari - Mona Malm, 85, svensk skådespelare
- 12 januari - Allan Nilsson, 87, svensk revyartist och textförfattare
- 23 januari - Hal Holbrook, 95, amerikansk skådespelare
- 24 januari - Gunnel Lindblom, 89, svensk skådespelare och regissör
- 26 januari - Lars Norén, 76, svensk dramatiker, regissör och poet
- 26 januari - Kjersti Døvigen, 77, norsk skådespelare
- 27 januari - Cloris Leachman, 94, amerikansk skådespelare
- 27 januari - Tiina Rinne, 91, finländsk skådespelare
- 28 januari - Cicely Tyson, 96, amerikansk skådespelare

### Februari
- 3 februari - Margreth Weivers, 94, svensk skådespelare
- 5 februari - Christopher Plummer, 91, kanadensisk skådespelare